# クンタ氏族

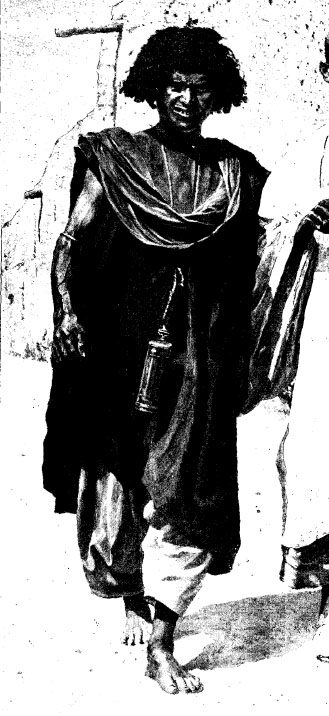
1908年頃のトンブクトゥで撮影されたクンタ氏族に属する男性の写真

クンタ氏族あるいはクンタ・クラン（英: Kunta clan, 仏: Kountas, el-Kentawi, フスハー風アルファベット転写: al-kuntawī）は、西アフリカ社会において、アラブ＝ベルベル系ザナータ部族に接続するリネージを持つ人々からなる氏族集団である。クンタ氏族は、7世紀のムスリムによるマグリブ征服時にムスリムのウンマ軍を率いたマッカ生まれの武将、ウクバ・ブン・ナーフィイの末裔であるともされている。今日でも、モーリタニア、モロッコ南部、マリ北部には、クンタと呼ばれる人々が住んでいる。

## 歴史
クンタ氏族の人々の多くは、西アフリカで大きな勢力を持つスーフィー教団（タリーカ）であるカーディリー教団に属し、11世紀から15世紀まで、西スーダーンにおけるイスラーム文化伝播の担い手となった。彼らは、宗教的な威信を背景に、トゥワートとガオを結ぶトランス＝サハラ交易ルートの整備に従事し、塩鉱を支配した。
フランス人が西アフリカの深部にまで進出してくるようになるとベドウィン的暮らしを営んでいたクンタ氏族の人々はフランスの軍事力の下に帰順を余儀なくされるようになった。その一方で、町に住み東方諸国（ハウサなど）との交易に携わっていたクンタ氏族の人々はフランスの植民地経営を支える実務の担い手になった。フルベの聖戦により興ったソコトやマスィナ、ウマル・タアルのトゥクロールにとってみれば、彼らはフランスの手先であった。
クンタ氏族は、20世紀中葉以後、マリ共和国の東部（トンブクトゥやガオ）においては政治的に重要な地位を独占し、トゥアレグ人やバンバラ人との対立が問題になることもあった。
クンタ氏族はかつてレムハル氏族を隷属させていた。その後自立したレムハルと、クンタとの対抗関係は、現代でも持続しており、2010年1月には、クンタがレムハルに送られるはずの麻薬（コカイン）の押収に関与したことの報復として、アネフィフ市長でありガオ州のクンタ氏族の長老でもある、ババ・ウルド・シェイフ・スィーディー・モフタル・クンティー（Baba Ould Cheikh Sidi El Mokhtar al-Kounti）が誘拐される事件が起きた̣ · 。

## 発展資料

### 文献一覧
- （英語） Thomas Edward Whitcomb, The origins and emergence of the tribe of Kunta : a contribution to the history of the Western Sahara between the Almoravid period and the seventeenth century, University of London, 1978, 427 p. (thèse)
- Fatima Bibed, Les Kunta à travers quelques extraits de l'ouvrage Al-Tara'if wa l'tala'id de 1756 à 1826, Université d'Aix-Marseille 1, 1997, 410 p. (thèse)
- J. Genevière, « Les Kountas et leurs activités commerciales », in Bulletin de l'Institut français d'Afrique noire (Dakar), 1950, t. 12, p. 1111-1127
- Fix Poussibet, « La toilette de cheveu et de la barbe chez les Brabich et Kounta », in Notes africaines (Dakar), no 94, avril 1962, p. 49-51
- G. Salvy, « Les Kounta du sud marocain », in Travaux de l'Institut de recherches sahariennes (Alger), no 7, 1951, p. 161-186

### 映画
- Azalaï, film documentaire de Thierry Bugaud, France, 2006, 45'